# Heliornithidae
Họ Chân bơi (danh pháp khoa học: Heliornithidae) là một họ chim trong bộ Gruiformes.

## Phân loại học
Họ này gồm 3 loài được xếp trong 3 chi đơn loài.
- Podica senegalensis - chân bơi châu Phi.
- Heliopais personatus - chân bơi, chân bơi châu Á.
- Heliornis fulica - chân bơi châu Mỹ.

Chân bơi châu Phi sinh sống tại khu vực nhiệt đới châu Phi trên các con suối trong khu vực đồng rừng. Chân bơi châu Á có sự phân bố thưa thớt từ Đông Ấn Độ qua Đông Nam Á tới đường Wallace. Chân bơi châu Mỹ được tìm thấy ở khu vực nhiệt đới Trung và Nam Mỹ. Nói chung, các loài chân bơi có bản chất nhút nhát và vì thế nhiều khía cạnh trong sinh học của chúng hiện vẫn chưa rõ.

## Phát sinh chủng loài
Họ Chân bơi có quan hệ chị-em với họ Sarothruridae. Cùng nhau, chúng tạo thành một nhánh có mối quan hệ chị-em với họ Gà nước (Rallidae).

## Miêu tả
Các loài chân bơi trông tương tự như gà nước; chúng có cổ dài, cơ thể thon mảnh, đuôi rộng và mỏ nhọn, sắc. Chúng có một khoảng rộng đa dạng các tiếng kêu, nhưng ít khi kêu. Các chân và bàn chân của chúng tươi màu. Không giống như chim lặn, chúng có khả năng đi lại tốt và thậm chí di chuyển nhanh trên cạn.

## Môi trường sống
Chân bơi được tìm thấy trong một loạt các môi trường sống trong khu vực nhiệt đới miễn là khu vực đó có nước và có độ che phủ. Chưa rõ tại sao sự che phủ là quá thiết yếu đối với chúng, nhưng chúng là chim cực kỳ nhút nhát và thường cảnh giác cao độ. Phạm vi sinh sống của chúng trải rộng từ những con lạch ven biển tới các con suối chảy nhanh trong khu vực miền núi, nhưng chủ yếu được tìm thấy trong các vùng nước lớn và chảy chậm. Chúng cũng sinh sống trong khu vực đầm lầy, vùng ngập lụt nhiều lau sậy, rừng ngập mặn và rừng. Chân bơi là chim chiếm giữ lãnh thổ, có lẽ là trong phần lớn thời gian của năm và chắc chắn là khi vào mùa sinh sản. Người ta cho rằng chúng không thường xuyên di cư, nhưng một số cá thể thường xuyên tản mát và chúng nhanh chong chiếm lĩnh các khu vực mới của môi trường sống thích hợp.

## Tập tính

### Thức ăn và kiếm ăn
Chân bơi ăn nhiều loại thức ăn khác nhau, nhưng côn trùng thuộc nhiều loại khác nhau là phổ biến nhất trong khẩu phần ăn của chúng. Có ít thông tin định lượng về khẩu phần ăn của chân bơi, nhưng người ta cũng ghi nhận rằng chúng ăn cả động vật thân mềm, động vật giáp xác, nhện, ếch, nhái, cá cũng như một số loại lá và hạt. Không giống như chim lặn, chúng không lặn xuống để kiếm ăn, mà thay vì thế mổ để nhặt con mồi ra khỏi mặt nước hoặc lục lọi trên bờ.

### Sinh sản
Cả ba loài đều có xu hướng sinh sản sau mùa mưa, với thời gian chính xác phụ thuộc vào khí hậu khu vực. Người ta gần như không biết gì về tập tính sinh sản của chân bơi châu Á. Cả ba loài đều có một vài thay đổi bề ngoài trước khi sinh sản - chân bơi châu Á phát triển một núm thịt phía trên mỏ, còn bộ lông của chân bơi châu Phi trống và chân bơi châu Mỹ mái cũng thay đổi. Có một sự khác biệt đáng kể giữa các loài chân bơi trong một số khía cạnh của sinh sản; ở chân bơi châu Mỹ nhiệm vụ làm tổ và ấp trứng được chia sẻ chung giữa chim bố và chim mẹ, tron khi chỉ một mình chân bơi châu Phi mái ấp trứng. Tổ của các loài chân bơi bao gồm các loại que và sợi lau sậy sắp xếp xộc xệch treo lơ lửng trong thảm cỏ phía trên mặt nước.